# Gombár Csaba
Gombár Csaba (Budapest, 1939. szeptember 10. –) magyar bölcsész, politológus, szociológus, rádióelnök.

## Életpályája
Szülei: Gombár Kálmán és Dóra Mária. 1953–1957 között a II. Rákóczi Ferenc Katonai Középiskola tanulója volt. 1958 és 1964 között az ELTE Bölcsészettudományi Kar filozófia-történelem szakos hallgatója volt. 1966-ban bölcsészdoktori fokozatot szerzett. 1968–1969 között az MSZMP Társadalomtudományi Intézet szociológus hallgatója volt.

## Szakmai pálya
1966–1968 között a BME filozófia tanszékének oktatója volt. 1969–1988 között az MSZMP Társadalomtudományi Intézetének munkatársa volt. Mellette 1975-től az ELTE Szociológiai tanszékének külsős oktatója, 1986-tól az ELTE Állam- és Jogtudományi Kar Politológia tanszékének oktatója volt. 1989-1990 között a Pénzügykutató Zrt. munkatársa is volt. 1990–1993 között a Magyar Rádió elnöke volt. 1993-tól a Korridor Politikai Kutatások Központja igazgatója. 2005-ben az SZDSZ köztársasági elnök jelöltje volt.

## Egyéb szakmai tevékenységei
| 1996–1999 | Magyar Mozgókép Alapítvány játékfilm kuratóriumának elnöke |
| 1990–1997 | A Politikatudományi Szemle szerkesztő bizottságának elnöke |
| 1988–2001 | A Soros Alapítvány kuratóriumának tagja (2001-től elnöke)  |
| 1981–1985 | A Társulás Filmstúdió Tanácsának tagja                     |

## Magánélete
Feleségével, Komáromi Éva matematikussal 1968-ban kötött házasságot. Lányuk Gombár Eszter 1968-ban született.

## Főbb művei
- Politika, címszavakban Elemi politikai fogalmak értelmezése; ELTE, Bp., 1980 (Politikatudományi füzetek)
- Politika címszavakban Válogatás KISZ-vezetőknek és propagandistáknak; ILV Propaganda és Könyvszerkesztőség, Bp., 1983 (Korkép, körkép, kórkép)
- Egy állampolgár gondolatai Politikaelméleti írások; Kossuth, Bp., 1984
- A politika parttalan világa; Kozmosz Könyvek, Bp., 1986 (Az én világom)
- Borítékolt politika; Pénzügykutató Rt., Bp., 1989 (Reformkönyvek)
- Vigyázó szemetek merre is vessétek? Amerikai levelek; Kossuth, Bp., 1989
- Magammal vitázom. Nemzetről, etnikumról, az egyes emberről; Korridor, Bp., 1996 (Korridor kötetek)
- Államoskönyv. A kormányokról és az állam kérdéseiről. Felsőoktatási tankönyv; Helikon, Bp., 1998 (Helikon universitas olitológia)
- Írások az államról, 1997–2007; Palatinus, Bp., 2009
- Személyes írások; Kalligram, Pozsony, 2013
- Utak és démonok. Hankiss Elemér kérdez. Szilágyi Ákos, Romsics Ignác, Lengyel László, Kende Péter, Csányi Vilmos, Gombár Csaba, Várhegyi Éva, Standeisky Éva, Nova Eszter, Hankiss Elemér válaszol; szerk. Standeisky Éva; Kossuth, Bp., 2016

## Díjai és kitüntetései
- Bibó István-díj (1993)
- Pesterzsébet díszpolgára (2001)
- A Magyar Köztársasági Érdemrend középkeresztje a csillaggal (2006)
- Hazám-díj (2018)